# Adópengő húngaro
O adópengő (em inglês: tax pengő) foi a moeda da Hungria entre 1 de janeiro de 1946, quando foi introduzida como parte de uma tentativa de estabilização do pengő em 31 de julho de 1946, quando foram substituídas pela florim. No início, o adópengő foi apenas uma unidade de conta utilizada pelo governo e os bancos comerciais, mais tarde, títulos e certificados de verão expressos em adópengő foram emitidos, também, para o público, que substituiu notas de pengő em circulação.

## Estatísticas
| Data                   | Número              |
| ---------------------- | ------------------- |
| 1 de janeiro de 1946   | 1                   |
| 1 de fevereiro de 1946 | 1,7                 |
| 1 de Março de 1946     | 10                  |
| 1 de abril de 1946     | 44                  |
| 1 de Maio de 1946      | 630                 |
| 1 de junho de 1946     | 160 000             |
| 1 de julho de 1946     | 7 500 000 (7,5×109) |
| 31 de julho de 1946    | 2 000 (2×1021)      |